# Бендорф (Рейнланд-Пфальц)
Бендорф (нем. Bendorf) — город в Германии, в земле Рейнланд-Пфальц.
Входит в состав района Майен-Кобленц. Население составляет 17 090 человек (на 31 декабря 2010 года). Занимает площадь 24,07 км². Официальный код — 07 1 37 203.